# Tiranë prefektur
Tirana prefektur (på albanska Qarku i Tiranës) är en av Albaniens tolv prefekturer. Den bestod fram till 2014 av distrikten Kavaja och Tirana. Residensstad är Tirana.
Kommuner i Tirana prefektur efter kommunreformen 2014 består Tirana prefektur av kommunerna Kamzës, Kavaja, Rrogozhina, Tiranë och Vorë.

## Kommuner
| Kommuner   | Admistrativa enheter i kommunen                                                                                           | Tidigare distrikt |
| ---------- | --- | ----------------- |
| Kamzës     | Kamëz, Paskuqan | Tirana            |
| Kavaja     | Golem, Helmës, Kavaja, Luz i vogël, Synej                                                                                 | Kavaja            |
| Rrogozhina | Gosë, Kryevidh, Lekaj, Rrogozhina, Sinaballaj                                                                             | Kavaja            |
| Tiranë     | Baldushk, Bërzhita, Dajt, Farka, Kashar, Krraba, Ndroq, Petrela, Peza, Shëngjergj, Tirana, Vaqarr, Zall-Bastar, Zall-Herr | Tirana            |
| Vorë       | Bërxull, Preza, Vorë | Tirana            |